# シナジーマーケティング
シナジーマーケティング株式会社（英: Synergy Marketing, Inc.）は、大阪市北区に本社を置き、クラウドCRM関連製品及びサービスの提供、戦略構築支援を行う日本の企業である。
2010年に日本企業として初めて米国セールスフォース・ドットコム（現・セールスフォース）と資本・業務提携を行い、翌2011年にセールスフォース・ドットコムと連動するマーケティングシステムである「Synergy!LEAD on force.com」の提供を開始。
2013年セールスフォース・ドットコムとVAR契約を締結した。
2015年1月5日にヤフー株式会社の完全子会社となったが、2019年7月に創業者の谷井等が全株式を買い戻しヤフー傘下から離脱している。

## 沿革
- 1997年 無料メーリングリストを提供する合資会社デジタルネットワークサービス（DNS）を設立。
- 2000年
  - 株式会社インフォキャストに改組。同社を楽天株式会社に売却。
  - メールマーケティングシステムの開発・提供を行う会社として、インデックスデジタル株式会社を設立。
- 2004年
  - プライバシーマークを取得。
  - 大阪市北区（西天満）に本社を移転。
- 2005年
  - 6月 インデックスデジタル株式会社と株式会社四次元データの共同株式移転により、純粋持株会社株式会社四次元グループ（現在の株式会社シナジーマーケティング）を設立。
  - 大阪市北区（堂島：新藤田ビル）に本社を移転。
- 2006年
  - 1月 株式会社オプトと共同出資でインターネット広告の企画販売会社 グローブコミュニケーション株式会社を設立。
  - 7月 株式会社四次元グループがインデックスデジタル株式会社を吸収合併し、シナジーマーケティング株式会社に商号変更。
  - 東京都千代田区に東京支社を移転。
- 2007年11月 大阪証券取引所ヘラクレス（現・JASDAQ）に上場。
- 2008年
  - 4月 株式会社四次元データを吸収合併。
  - テクマトリックス株式会社とSI（System Integration）事業において業務提携。
- 2009年
  - 7月 株式会社ビーネットを子会社化。
  - 東京都新宿区に東京支社を移転。
- 2010年
  - 株式会社ペンシルとサービス開発および販売協業で業務提携。
  - 米国セールスフォース・ドットコムとクラウドサービス開発および販売協業で業務・資本提携。
  - 株式会社リヴァンプとエージェント事業で業務提携。
- 2011年
  - 大阪市北区（堂島：堂島アバンザ）に本社を移転。
  - 香港Radica Systems Limited（雷克系統有限公司）とアジア市場への事業展開支援を目的に業務提携。
- 2012年
  - セーラー広告株式会社と中・四国地域でのサービス販売で業務提携。
  - 西川コミュニケーションズ株式会社と東海地域でのサービス販売およびサービス開発で業務提携。
  - 株式会社ODKソリューションズと業務提携。
  - 米国セールスフォース・ドットコムと共同で株式会社ホットリンクと業務・資本提携。
- 2013年
  - 1月 米国に子会社 SMIA Corporationを設立。
  - 株式会社セールスフォース・ドットコムとVAR（付加価値再販）契約を締結。
  - 株式会社マイニングブラウニーと業務・資本提携。
  - 8月 子会社 シナジーイノベーションズ株式会社を設立。
- 2014年
  - 8月 ヤフー株式会社が株式公開買付けの実施を発表[3]。
  - 10月 ヤフー株式会社が株式公開買付けの結果、94.54％の株式を取得し親会社となる[4]。
  - 12月 上場廃止。
- 2015年
  - 1月 ヤフー株式会社の完全子会社となる。
- 2019年
  - 7月 創業者の谷井等が、新たに設立した特別目的会社を通じ、ヤフーから全株式を買収[2]。谷井は経営にも復帰し取締役会長となった。

## 事業内容
- CRM関連製品ならびにサービスの企画・ソフト開発・提供（クラウドサービス）
  - コミュニケーション・プラットフォーム「Synergy!」
  - カスタマーファネル構築「Synergy!LEAD」
  - 社会知データベース「iNSIGHTBOX」
  - 広告運用ツール「AD2」

- エージェントサービス 
  - CRM戦略構築支援ならびに各種CRM業務の代行
  - 各種オリジナルリサーチ業務
  - 広告、宣伝に関する企画、制作および広告代理店業

### 受賞実績
- ASP・SaaS・ICTアウトソーシングアワード2007／2008
- 関西IT活用企業百撰優秀賞(2008年度)

## 子会社
- シナジーイノベーションズ株式会社